# قارميات الشكل
قارميات الشكل (الاسم العلمي: Sarcoptiformes) هي رتبة من الحيوانات تتبع فوق رتبة قراديات الشكل من طائفة العنكبيات.

## التصنيف
- القراديات الخنفسية
  - القارمينات
    - القارمات
    - القارشات